# Fiete Münzner
Fiete Münzner (* 5. August 1946 in Cuxhaven als Jens Münzner; † 4. März 2015 in Seelze) war ein deutscher Musiker und Moderator, der insbesondere im norddeutschen Raum als Interpret von Seemannsliedern bekannt war.

## Leben
Münzner wurde 1946 im Cuxhavener Ortsteil Berensch geboren. Er arbeitete als Konditor und Pâtissier zu See und begann Anfang 1970 als Sänger. Zunächst noch als Interpret von Elvis-Liedern gewann er 1972 einen Talentwettbewerb im berühmten Star-Club in Hamburg. Doch schon bald widmete er sich dem Gebiet der Seemannslieder und Shantys und nahm sich Hans Albers und Freddy Quinn zu Vorbildern. 
1974 veröffentlichte er unter dem Künstlernamen Fiete aus Hamburg seine erste Schallplatte Von Hafen zu Hafen. Bei einer anderen Plattenfirma erschienen kurz darauf zwei Platten unter dem Titel Singen und Lachen mit Fiete. Sein humoristisches Talent insbesondere bei Live-Auftritten brachte ihm auch den Beinamen Kapitän der guten Laune ein. Münzner etablierte sich schnell als einer der bekanntesten Volks- und Stimmungssänger und gelangte in zahlreichen Rundfunk-Hitparaden auf die vorderen Ränge. Auch im Fernsehen hatte er zahlreiche Auftritte, unter anderem beim ZDF Sonntagskonzert, in den Sendungen Haifischbar und Aktuelle Schaubude sowie etlichen weiteren Produktionen der ARD und des NDR. In der Sendung Bi uns to Hus – Die Norddeutsche Hitparade gewann er 1996, 1997, 2000 und 2001 jeweils den ersten Platz.
Seit 2003 war Münzner Produzent, Regisseur und Moderator der Sendung Geschichten aus der Hafenbar beim Fernsehsender Deutsches Musik Fernsehen. Er trat außerdem bei zahlreichen Kreuzfahrten als Sänger auf und veröffentlichte CDs, zuletzt häufig gemeinsam mit der Sängerin Uta Carina. Er veröffentlichte insgesamt mehr als 30 Tonträger.
Münzner verstarb am 4. März 2015 nach schwerer Krankheit. Über 30 Jahre lang bis zu seinem Tod lebte er mit seiner Familie in Almhorst bei Seelze. Er hinterließ seine Frau, drei Kinder und sechs Enkel.

## Diskografie (Auswahl)

### Alben
- 1974: Von Hafen zu Hafen
- 1983: Es war bei euch so wunderschön
- 1985: Nimm uns mit, Kapitän, auf die Reise
- 1995: Über alle sieben Meere
- 1996: Weihnacht auf hoher See
- 2002: So schön klingt der Norden
- 2007: Die schönsten Seemannslieder
- 2009: Mit vollen Segeln in die Zukunft
- 2009: Best of Fiete Münzner, Kapitän der guten Laune

### Singles
- 1997: Auch die Ostsee hat ’ne Küste
- 1999: Der Teddy meiner Tochter
- 2000: Komm lass uns schunkeln, Kleines
- 2002: In Deutschland sind die Wiesen grün
- 2002: Komm auf die Insel
- 2003: Hier bin ich zu Haus